# David Byrne

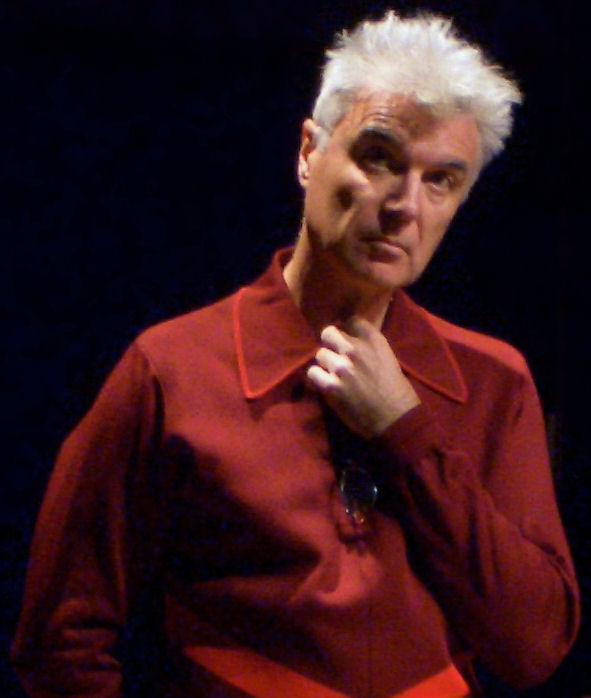
David Byrne

David Byrne (n. 14 mai 1952, Dumbarton⁠(d), Scoția, Regatul Unit) este un muzician și artist născut în Scoția, cel mai cunoscut ca unul din membrii fondatori dar și principalul textier al trupei americane de new wave, Talking Heads activă în perioada 1975-1991.
A studiat la Școala de Design din Rhode Island. Etnomuzicolog și producător a scris partitura pentru spectacolul coregrafei Twyla Tharp, The Cathetine Wheel (1980), și a regizat filmul True Stories (1986).